# 太平洋工業
太平洋工業株式会社（たいへいようこうぎょう、英: Pacific Industrial Co., Ltd. ）は、岐阜県大垣市に本社を置く自動車部品や家電製品、電子機器製品を製造・販売する企業である。

## 概要
タイヤバルブ、バルブコア日本国内95%シェア。日本国内唯一のタイヤ空気圧監視システム（TPMS）のメーカー。

## 沿革
- 1930年（昭和5年）8月 - 太平洋工業合名会社創業。
- 1938年（昭和13年）4月 - 太平洋工業株式会社設立。
- 1946年（昭和21年）8月 - トヨタ自動車工業株式会社（現：トヨタ自動車株式会社）の協力工場として、自動車用プレス部品の製造を開始する。
- 1954年（昭和29年）7月 - バルブコアで日本工業規格表示許可工場に認定される。
- 1961年（昭和36年）10月 - 特殊部品部門を分離し太平洋精工株式会社を設立。
- 1962年（昭和37年）
  - 10月 - 株式を東京証券取引所第二部に上場する。
  - 11月 - 名古屋証券取引所2部上場。
- 1963年（昭和38年）10月 - 東京証券取引所2部上場。
- 1970年（昭和45年）
  - 8月 - 東京・名古屋両証券取引所1部指定替え。
  - 10月 - 労働衛生労働大臣努力賞を受賞する。(西大垣工場)
  - 12月 - トヨタ自動車工業株式会社（現：トヨタ自動車株式会社）からトヨタ品質管理賞優秀賞を受賞する。
- 1972年（昭和47年）4月 - 太平洋開発株式会社を設立する。
- 1974年（昭和49年）12月 - 太平洋産業株式会社を設立する。
- 1983年（昭和58年）10月 - 労働衛生労働大臣優良賞を受賞する。(西大垣工場)。
- 1984年（昭和59年）6月 - 太平洋汽門工業(股)有限公司(台湾)を設立。
- 1987年（昭和62年）5月 - 太平洋バルブ工業株式会社(韓国)を設立。
- 1988年（昭和63年）7月 - PACIFIC INDUSTRIES USA INC.を設立。
- 1989年（平成元年）3月 - PACIFIC INDUSTRIES(THAILAND)CO.,LTD.を設立。
- 1997年（平成9年）4月 - 太平洋汽門工業(股)有限公司が大垣工業(股)有限公司を吸収合併。
- 1999年（平成11年）7月 - PACIFIC INDUSTRIES USA INC.を持株会社として、PACIFIC INDUSTRIES AIR CONTROLS INC.とPACIFIC MANUFACTURING OHIO INC.を設立。
- 2000年（平成12年）10月 - 青島太平洋宏豊精密機器有限公司（中国）を設立。
- 2001年（平成13年）7月 - 合弁会社 TAKUMI STAMPING INC.（米国）を設立。
- 2004年（平成16年）9月 - 太平洋バルブ工業（韓国）が同国内に太平洋エアコントロール工業株式会社を設立。
- 2005年（平成17年）4月 - 天津太平洋汽車部件有限公司（中国）を設立。
- 2011年（平成23年）
  - 11月 - 長沙太平洋半谷汽車部件有限公司（中国）を設立。
  - 渋沢栄一賞を受賞。
- 2012年（平成24年）
  - 5月 - PACIFIC INDUSTRIES EUROPE NV/SA（ベルギー）を設立。
  - 6月 - 太平洋工業（中国）投資有限公司を設立。
- 2014年（平成26年）
  - 7月 - PACIFIC MANUFACTURING TENNESSEE, INC.（米国）及び太平洋汽車部件科技（常熟）有限公司（中国）を設立。
  - 11月 - PACIFIC AUTO PARTS(THAILAND)CO.,LTDを設立する。
- 2015年（平成27年）10月 - 2015年“超”モノづくり部品大賞「環境関連部品賞」を受賞する。（燃料電池自動車用リリーフバルブ）。
- 2016年（平成28年）10月 - 2016年“超”モノづくり部品大賞「自動車部品賞」を受賞する。（摩擦撹拌接合(FSW)によるアルミ材接合技術）。
- 2017年（平成29年）11月 - 2017年“超”モノづくり部品大賞「自動車部品賞」を受賞する。（PHV用スプラインプレート）。
- 2018年（平成30年）9月1日 - AUGUST FRANCE HOLDING COMPANY SAS（フランス）、SCHRADER SAS（フランス）及びSCHRADER-BRIDGEPORT INTERNATIONAL, INC.（米国）を子会社化[注釈 2]。

## 国内拠点
- 本社・西大垣工場 - 岐阜県大垣市久徳町100
- 北大垣工場 - 岐阜県安八郡神戸町横井1300-1
- 東大垣工場 - 岐阜県大垣市浅西4-1-1
- 養老工場 - 岐阜県養老郡養老町船附1615
- 美濃工場 - 岐阜県美濃市須原550
- 九州工場 - 福岡県鞍手郡小竹町勝野千俗1479-3
- 栗原工場 - 宮城県栗原市栗駒猿飛来大長根6
- 若柳工場 - 宮城県栗原市若柳武鎗江沢50